# Маккей, Меган
Меган Энн Маккей (англ. Megan Ann McKay; род. 8 января 1997 года, Перт, штат Западная Австралия, Австралия) — австралийская профессиональная баскетболистка, выступавшая в женской национальной баскетбольной лиге. На драфте ВНБА 2019 года не была выбрана ни одной из команд. Играла на позиции тяжёлого форварда и центровой.
В составе национальной сборной Австралии она стала победительницей летней Универсиады 2017 года в Тайбэе и чемпионата Океании среди девушек до 16 лет 2013 года в Австралии.

## Ранние годы
Меган Маккей родилась 8 января 1997 года в городе Перт (штат Западная Австралия), училась она там же в средней школе Сент-Мэрис, в которой выступала за местную баскетбольную команду.